# Пер Копмейнерс
Пер Копмейнерс (нід. Peer Koopmeiners, нар. 4 травня 2000, Амстердам) — нідерландський футболіст, півзахисник клубу АЗ.

## Клубна кар'єра
Народився 4 травня 2000 року в місті Амстердам. Вихованець юнацьких команд футбольних клубів «Вітессе'22 Кастрикум» та АЗ. З 2018 року став вистукпати за резервну команду «Йонг АЗ» у Еерстедивізі, в якій провів понад сто матчів.
23 червня 2021 року він був підвищений до основної команди АЗ. Станом на 9 вересня 2022 року відіграв за команду з Алкмара 7 матчів в національному чемпіонаті.

## Виступи за збірні
2015 року дебютував у складі юнацької збірної Нідерландів (U-16), загалом на юнацькому рівні взяв участь у 13 іграх.

## Статистика виступів

### Статистика клубних виступів
| Сезон             | Команда           | Чемпіонат         | Чемпіонат | Чемпіонат | Національний кубок | Національний кубок | Національний кубок | Континентальні кубки | Континентальні кубки | Континентальні кубки | Інші змагання | Інші змагання | Інші змагання | Усього | Усього |
| Сезон             | Команда           | Ліга              | Ігор      | Голів     | Ліга               | Ігор               | Голів              | Ліга                 | Ігор                 | Голів                | Ліга          | Ігор          | Голів         | Ігор   | Голів  |
| ----------------- | ----------------- | ----------------- | --------- | --------- | ------------------ | ------------------ | ------------------ | -------------------- | -------------------- | -------------------- | ------------- | ------------- | ------------- | ------ | ------ |
| січ. 2018         | «Йонг АЗ»         | ЕД (ІІ)           | 1         | 0         |                    | -                  | -                  |                      | -                    | -                    |               | -             | -             | 1      | 0      |
| 2018–19           | «Йонг АЗ»         | ЕД (ІІ)           | 19        | 0         |                    | -                  | -                  |                      | -                    | -                    |               | -             | -             | 19     | 0      |
| 2019–20           | «Йонг АЗ»         | ЕД (ІІ)           | 24        | 0         |                    | -                  | -                  |                      | -                    | -                    |               | -             | -             | 24     | 0      |
| 2020–21           | «Йонг АЗ»         | ЕД (ІІ)           | 34        | 3         |                    | -                  | -                  |                      | -                    | -                    |               | -             | -             | 34     | 3      |
| 2021–22           | «Йонг АЗ»         | ЕД (ІІ)           | 30        | 1         |                    | -                  | -                  |                      | -                    | -                    |               | -             | -             | 30     | 1      |
| 2021–22           | АЗ                | E                 | 4         | 0         | КН                 | 1                  | 0                  | ЛЄ+ЛК                | 0                    | 0                    |               | -             | -             | 5      | 0      |
| Усього за кар'єру | Усього за кар'єру | Усього за кар'єру | 112       | 4         |                    | 1                  | 0                  |                      | 0                    | 0                    |               | -             | -             | 113    | 4      |

## Особисте життя
Його старший брат, Тен Копмейнерс, також став футболістом і розпочинав кар'єру у АЗ.